# Anoa nížinný
Anoa nížinný (Bubalus depressicornis) je druhý nejmenší druh divokého tura. Jde o endemit primárních nížinných pralesů a mokřadů indonéského ostrova Celebes a jako takový je ohrožován lovem a kácením pralesů.

## Popis
- hmotnost: asi 300 kg
- délka těla: 180 cm
- délka ocasu: 40 cm
- výška v kohoutku: 86 cm

Anoa nížinný je malý tur s oválným trupem a krátkýma, štíhlýma nohama a krátkým krkem. Dospělé kusy jsou tmavě zbarvené, většinou tmavě hnědé až černé, mívají však bílé nebo žlutavé ponožky nebo bílý půlměsíc pod hrdlem. Srst je řídká s rovnými hrubými chlupy.
Obě pohlaví mají rohy, které jsou u krav kratší než u býků. Rohy jsou rovné, na průřezu trojúhelníkovité.

## Rozšíření a stanoviště
Anoa nížinný je endemitem ostrova Celebes, celková rozloha území, na kterém se vyskytují, je menší než 5,000 km2. K životu potřebují primární, člověkem nenarušený les - obývají nížinné pralesy a mokřady s hustým podrostem, kdysi žili i podél pobřeží.

## Biologie
Anoa nížinný zřejmě žije samotářsky nebo v párech, pravděpodobně nejsou teritoriální, podobně jako ostatní druhy turů. Jsou aktivní převážně ráno a pozdě odpoledne, zbytek dne odpočívají a přežvykují.
Jsou to býložravci, spásají trávy i byliny, okusují listy stromů a keřů nebo kůru, pojídají také vodní rostliny nebo ovoce.
Samice rodí většinou jedno mládě po 275-315 dnech březosti.

## Ohrožení
Anoa nížinný je ve velkém loven místními lidmi a je ohrožován také kácením pralesů, ve kterých žije. V přírodě nežije více než 5000 jedinců. V Indonésii je anoa nížinný oficiálně chráněn od roku 1931 a na ostrově bylo zřízeno několik rezervací, skutečný stupeň ochrany je ale značně nejistý.

## Chov v zoo
Anoa nížinný patří mezi druhy chované v zajetí velmi zřídka. V rámci Evropské asociace zoologických zahrad a akvárií (EAZA) je chováno pouhých 47 jedinců. Po celé Evropě je aktuálně k vidění jen v 18 zoo, z toho v Česku ve dvou zoologických zahradách: Zoo Praha a Zoo Ústí nad Labem. V Ústí nad Labem mají anoa od roku 1995 (pár přivezen z Rotterdamu), první odchov se podařil v roce 1997, zatím poslední v roce 2004. V Zoo Praha jsou taktéž od roku 1995 (více viz dále). V minulosti patřily k chovatelům tohoto vzácného kopytníka také zoo ve Dvoře Králové nad Labem a v letech 1999 až 2010 také Zoo Olomouc. Na Slovensku tento druh chován nikdy nebyl. V rámci Evropy je nejvíce chován ve Spojeném království (v pěti zařízeních). Za rok 2014 se v Evropě narodilo jen 5 mláďat.

### Chov v Zoo Praha
Historie chovu anoa nížinného v české metropoli započala v roce 1995, kdy byl první jedinec přivezen z německého Stuttgartu. Jednalo se o samce Johanna, kterému se říkalo Adam. V roce 1998 dorazili sourozenci z nizozemského Rotterdamu (samec Henry a samice Karin). V roce 1999 byla dovezena samice Ypsila. Několikrát pak byl chov oživen jedinci ze zoo v belgických Antverpách. První odchov byl zaznamenán v roce 2000 (rodiče Karin a Adam) – sameček dostal jméno Cecil. Další úspěšné pražské odchovy jsou datovány do let 2002, 2004 , 2007 , 2011, 2013 a 2015. Zatím poslední – v pořadí sedmé mládě se narodilo 24. února 2015. Tento samec dostal jméno Matýsek. Poslední chovný pár Henry a Goy odchoval tři společná mláďata. V březnu 2018 byla chována matka se synem (Matýskem). Očekává se sestavení nového chovného páru. V průběhu roku 2018 však k žádnému přesunu nedošlo.